# 1989 год в истории железнодорожного транспорта
1989 год в истории железнодорожного транспорта

## События
- 15 января — в Бангладеш близ города Дакка произошло столкновение двух пассажирских поездов. Погибли 135 человек, травмы получили более 1000[1].
- В Пакистане произошло столкновение двух пассажирских поездов в провинции Синд. Погибли порядка 850 человек[1].
- 4 июня (3 июня по московскому времени) — около Уфы произошла крупнейшая железнодорожная катастрофа в истории России и СССР.
- 4 августа — открыт Ташкентский музей железнодорожной техники.
- В СССР создана Переславская железная дорога.
- Во Франции поезд ТЖВ фирмы Alstom достиг скорости 482,4 километра в час.[2]
- Открылась скоростная железнодорожная линия LGV Атлантика.